# Llac Adams
El llac Adams, situat a la Colúmbia Britànica, és un dels llacs més profunds del món, amb 500 m de fondària màxima.

## Característiques
El nom ve d'un cabdill indi de la tribu dels Shuswap. Aquesta comunitat continua celebrant actes rituals periòdics a la vora del llac, especialment el grup denominat Adams Lake Indian Band. També s'han organitzat actes de protesta diversos, com la manifestació per intentar impedir la construcció d'una zona de lleure sobre un antic cementiri en 1995. El cabdill Adams va morir en 1862 per una epidèmia de verola que va causar la mort de més de la meitat dels shuswap. Va esdevenir un símbol de la resistència a l'assimilació cultural i per aquest motiu es va canviar de nom el llac en honor seu. Anteriorment es deia Mumix, especialment la part del nord.
La part superior del llac s'endinsa entre les muntanyes Monashee i la inferior en la regió del Shuswap, on hi ha altres llacs rellevants. L'aigua arriba del riu Adams, el riu Momich i el Bush Creek. Desaigua a través del Lower Adams cap al llac Shuswap i d'allà passa al riu Thompson. Aquest desemboca al riu Fraser per acabar a l'oceà Pacífic, al delta de Fraser, a prop de Vancouver. L'aigua triga uns deu anys a renovar-se completament comptant els intercanvis amb els rius, l'evaporació i les precipitacions.
El peix més abundant del llac és el salmó vermell, que atreu molts pescadors. Altres espècies que viuen a les seves aigües són la truita arc de Sant Martí, el Salvelinus malma i el Salvelinus namaycush. A les seves ribes es poden veure exemplars de cérvol mul, d'ós negre americà i pumes. L'entorn està format per roques, boscos i elevacions diverses.
La zona que envolta el llac està protegida i forma part del parc natural d'Adams Lake Provincial Park. Els arbres que predominen són el trèmol, el bedoll, el Pseudotsuga menziesii i el salze. La fusta que es pot talar està protegida però dona peu a una important indústria local, llastada per la manca de comunicacions per carretera. No hi ha ciutats rellevants properes, donat el relleu abrupte de la regió. La població més propera és Chase, a 30 km de distància. La costa del llac inclou alguna petita cala rocallosa que s'usa per banyar-se a les seves aigües, malgrat les baixes temperatures que solen rondar. S'hi acostuma a practicar també esquí aquàtic.

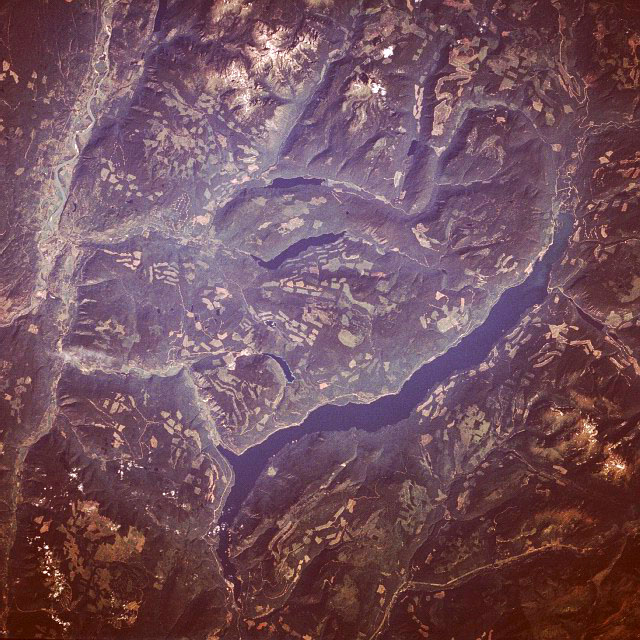
Vista del llac Adams des de l'espai